# هيكتور فيري
هيكتور فيري (17 أكتوبر 1968 بالإكوادور - ) هو لاعب كرة قدم إكوادوري في مركز الوسط. شارك مع منتخب الإكوادور لكرة القدم. أما مع النوادي، فقد لعب مع سوسيداد ديبورتيفو كيتو وليجا دي كويتو ونادي إيميلك ونادي ديبورتيفو إل ناسيونال ونادي إسبولي الرياضي ‏ ونادي أوكاس.

## وصلات خارجية
- هيكتور فيري على موقع قاعدة بيانات كرة القدم.إي يو (الإنجليزية)
- هيكتور فيري على موقع ناشيونال فوتبول تيمز (الإنجليزية)